# Isagoras chocoensis
Isagoras chocoensis är en insektsart som beskrevs av Morgan Hebard 1921. Isagoras chocoensis ingår i släktet Isagoras och familjen Pseudophasmatidae. Inga underarter finns listade i Catalogue of Life.